# Kreidler
Kreidler’s Metall- und Drahtwerke G.m.b.H. Fahrzeugbau Kornwestheim bei Stuttgart war ein deutscher Hersteller von Mopeds, Mofas, Mokicks, Klein- und Leichtkrafträdern von 50 bis 80 cm³ Hubraum. Das Unternehmen wurde 1903 gegründet und stellte ursprünglich Metallprodukte her.
Mit dem Modell K 50 brachte Kreidler 1951 das erste 50-cm³-Hubraum-Moped auf den Markt. Das Unternehmen wurde 1982 nach Konkurs geschlossen.
Die Marke Kreidler gehört heute dem Zweiradhersteller Cycle Union GmbH, einem Unternehmen der Prophete-Gruppe, der unter dem Herstellernamen Kreidler Fahrräder, Motorroller, Klein- und Leichtkrafträder in Zweirad-Fachgeschäften vertreibt. Die Produktion aller Baureihen mit Verbrennungsmotor wurde 2017 eingestellt.
Zum 1. Januar 2025 waren in Deutschland noch 9315 Kreidler-Krafträder zum Straßenverkehr zugelassen, was einem Anteil von 0,2 Prozent entspricht.

## Firmengeschichte

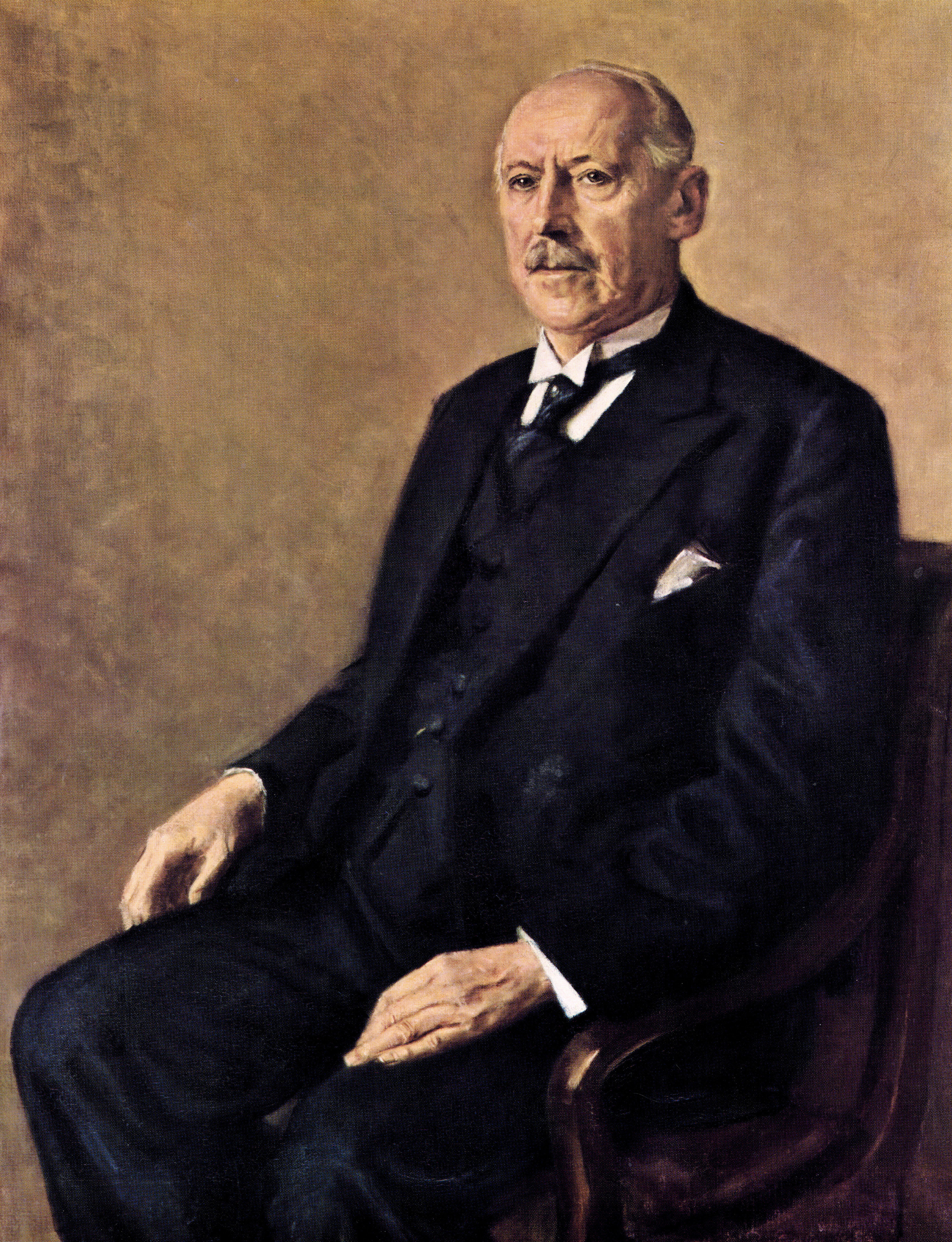
Firmengründer Anton Kreidler um 1925

### Stuttgarter Telegraphendraht- und Kabelfabrik A. Kreidler
Der Firmengründer Anton Kreidler wurde am 19. Mai 1863 in der Hauptstätter Straße in Stuttgart geboren. Er besuchte die Höhere Handelsschule und erlernte den Beruf eines Handlungsgehilfen in einem Juweliergeschäft in Genf. 1883 wurde er bereits Prokurist und Teilhaber der Textilmaschinenfabrik Heidelmann in Stuttgart. 1888 machte er sich selbständig. Er kaufte sich eine Drahtumspinnmaschine, die er im Gästezimmer seiner Eltern in Stuttgart aufstellte. 1889 gründete er die Stuttgarter Telegraphendraht- und Kabelfabrik A. Kreidler in der Böblinger Straße 52 in Heslach und stellte Kabel für den Telegraphenverkehr her. Mit diesem Produkt war er sehr erfolgreich. Schon 1891 erhielt er auf einer elektrotechnischen Ausstellung in Frankfurt eine Goldmedaille. Es gelang ihm bereits, Drähte mit einem Durchmesser von nur 0,025 Millimeter mit Seide umsponnen herzustellen. Im Jahre 1899 vereinigte er sein Unternehmen mit der Süddeutschen Kabelwerke AG in Mannheim. Beide Gebäude in Stuttgart-Heslach stehen heute noch, wobei die Außenfassaden nahezu originalgetreu erhalten werden konnten.

### Kreidler’s Metall- und Drahtwerke G.m.b.H.
1903 gründete er Kreidler’s Metall- und Drahtwerke G.m.b.H. in der Mörikestr. 3 in Stuttgart und stellte vor allem Kupferseile für Überland-Elektroleitungen her. 1904 wurde das Unternehmen nach Stuttgart-Zuffenhausen verlegt. Die Produktpalette weitete er ständig aus. 1908 kamen Kupferbleche und Messingstangen und 1912 bereits Freileitungsseile aus Aluminium dazu.
1924 nahm er seinen Sohn Alfred Kreidler (* 2. September 1897, † 1980) in das Unternehmen auf. Alfred Kreidler hatte in den frühen 1920er Jahren nach Abschluss seines Studiums an der Technischen Hochschule Stuttgart konstruktive Erfahrungen in Berlin gesammelt, unter anderem in der Autoindustrie. Einer persönlichen Neigung folgend, konstruierte, baute und verkaufte er damals auch schnelle Motorräder. Es waren 350-cm³-Maschinen mit stoßstangengesteuertem Motor und einer Leistung von immerhin schon 12 PS. Auf dem Tank stand der Markenname »Pan«.

### Expansion und weitere Geschäftsfelder

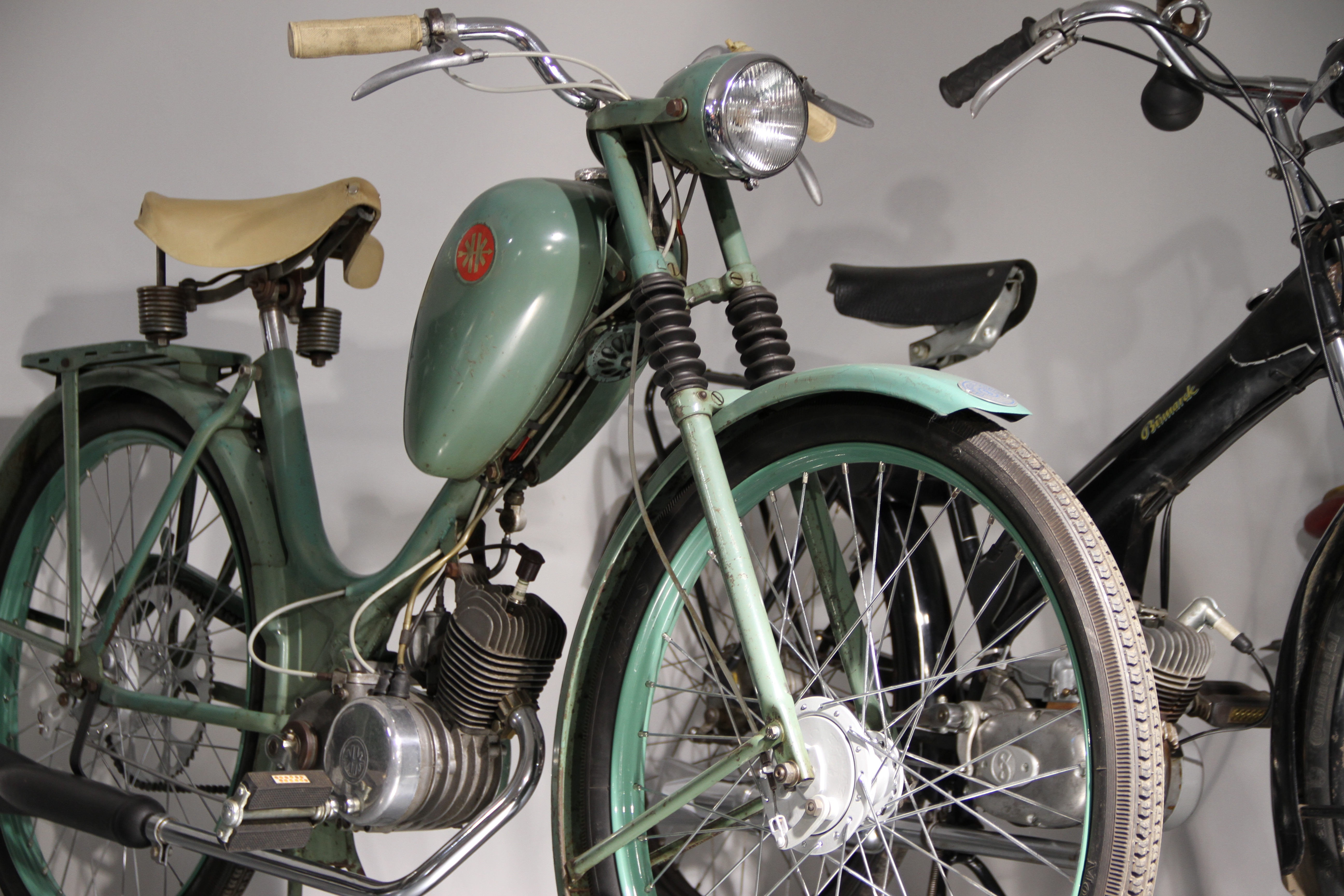
Kreidler K 50

Als Anton Kreidler am 28. Juni 1942 in Stuttgart starb, übernahm Alfred Kreidler die Unternehmensleitung. 1949 begann er mit der Entwicklung von Krafträdern unter der Marke Kreidler. Die erste Kreidler war 1951 ein ungedrosseltes Motorfahrrad mit einem 50-cm³-Motor und einer Leistung von 2,2 PS, Typenbezeichnung K 50.
Alfred Kreidler baute das Unternehmen nach dem Zweiten Weltkrieg systematisch aus. Die Kreidler-Werke wuchsen auf insgesamt 32 Firmen an, darunter Beteiligungsgesellschaften, Betriebsgesellschaften und kleine Banken in der Schweiz. Zum Beteiligungsbesitz gehörte seit 1963 auch Deutschlands größte Uhrenfabrik, die Uhrenfabrik Kienzle in Villingen-Schwenningen, an der Kreidler zusammen mit Oerlikon-Bührle zu 80 % beteiligt war. Kienzle machte damals einen Umsatz von 48 Mio. DM mit 2.600 Arbeitnehmern. 1966 besaß Kreidler nahezu 100 % von Kienzle.
1964 wurde das Unternehmen in die Kreidler-Werke GmbH umgewandelt. Im Jahre 1969 war Kreidler ein Konzern, der rund 5.500 Arbeitnehmer beschäftigte.

### Der erste Konkurs
Noch unter dem alternden Alfred Kreidler begann in den 1970er Jahren der Niedergang der Kreidler-Werke GmbH & Co. KG. Aufgrund seiner Sparsamkeit wurden notwendige Investitionen unterlassen und stattdessen alte Maschinen und Vorrichtungen, wann immer es ging, repariert. Damit verloren sie in ihrem Kerngeschäft an Wettbewerbsfähigkeit.
Im Januar 1981 meldete Kreidler-Werke GmbH beim Amtsgericht Stuttgart Bad Cannstatt ein Konkursverfahren an. Konkursverwalter wurde der Stuttgarter Rechtsanwalt Karl Scherbaum. Er verkaufte die Fahrzeugsparte von Kreidler am 16. März 1981 an die Willner-Gruppe zu dem Kaufpreis von 27,6 Mio. DM. Für den Kaufpreis erbrachte die Willner-Gruppe lediglich einen Betrag von 5 Mio. DM, der restliche Betrag von 22,6 Mio. DM wurde durch Übernahme von Bankkrediten der Kreidler-Werke GmbH & Co. KG getilgt. Übernommen wurden alle 457 Mitarbeiter des Fahrzeugbereiches. Schon damals waren ausländische Arbeitskräfte unverzichtbar. Unter den 310 gewerblichen Arbeitnehmern waren 188 ausländische Arbeitnehmer vertreten. Bei den Angestellten waren sechs von 147 Ausländer.
Die Willner-Gruppe führte das Unternehmen unter der neu gegründeten Kreidler Fahrzeuge GmbH & Co. KG mit Sitz in Kornwestheim weiter. Die Produktion sollte von den alten Kreidler-Werken in Stuttgart-Zuffenhausen nach Kornwestheim verlagert werden. Dazu kam es jedoch nur noch zum ganz geringen Teil, da die finanziellen Mittel für die Neuorganisation des Betriebes in Kornwestheim fehlten.

### Der zweite Konkurs
Bereits im Januar 1982 berichtete die Presse über finanzielle Schwierigkeiten der Kreidler Fahrzeuge GmbH & Co. KG. Im Januar 1982 kam es zu massiven Zahlungsschwierigkeiten. Die Krankenkassenbeiträge bei der örtlichen Ortskrankenkasse waren zwei Monate rückständig und Lieferanten wurden nicht mehr bezahlt. Die Arbeitnehmer von Kreidler sperrten die Werkstore, um den Ausgang von Waren zu verhindern. Die Willner-Brüder versuchten, Finanzhilfen vom Land Baden-Württemberg zu erhalten. Sie waren der Meinung, dass mit dem in Kornwestheim erworbenen Grundstück ausreichende Sicherheiten geboten werden könnten. Sie gaben den Verkehrswert des Grundstückes auf der Grundlage eines Schätz-Gutachtens mit 33 Mio. DM an. Verhandelt wurde über eine Kreditaufnahme von 12 Mio. DM. Die Kreditaufnahme scheiterte, weil die Gebrüder Willner nicht in der Lage waren, das restliche Kapital in Höhe von 5 Mio. DM für die Kreidler Fahrzeuge GmbH & Co. KG einzuzahlen und weil sie es ablehnten, für den weiteren Kredit private Sicherheiten einzuräumen.
Am 1. Februar 1982 stellte die Geschäftsführung beim Amtsgericht Ludwigsburg Antrag auf Eröffnung des gerichtlichen Vergleichsverfahrens zur Abwendung des Konkurses. Zum vorläufigen Vergleichsverwalter bestellte das Gericht den Stuttgarter Rechtsanwalt Volker Grub. Am 12. März 1982 wurde das Anschlusskonkursverfahren eröffnet, weil für eine Unternehmensfortführung kein Geld mehr vorhanden war. Grub wurde auch zum Konkursverwalter bestellt. Weil ihm jegliche finanziellen Mittel für eine Unternehmensfortführung fehlten, kündigte er an, das Unternehmen zum 31. März 1982 stillzulegen.
Die Willner-Gruppe versuchte, aus der schwierigen Lage zu entkommen und erklärte im März, den Kaufvertrag über den Kauf von Kreidler aus dem ersten Konkursverfahren wegen arglistiger Täuschung anzufechten. Grub wies diese Vorwürfe zurück mit dem Hinweis, Konkursverwalter Karl Scherbaum habe damals die gesamten Unterlagen der Produktion offengelegt. Die Willner-Gruppe reichte keine Klage ein.

### Ende des Unternehmens
Die Betriebs- und Geschäftsausstattung sowie Teile des Fahrzeugbestandes wurden von dem Hamburger Auktionator Angermann versteigert. Die Bestände an Fahrzeugen wurden überwiegend an Händler, zum Teil mit Rabatten, veräußert. Den Ersatzteildienst führte der Insolvenzverwalter mit sechs Mitarbeitern noch bis zum Jahr 1985 fort und mietete sich dafür noch im Jahr 1982 bei der Maschinenfabrik G.W. Barth in Ludwigsburg ein. Der jährliche Umsatz mit Fahrzeugersatzteilen belief sich noch immer auf 3 Mio. DM im Jahr. 1986 übernahmen die Kreidler Mitarbeiter Gekeler und Weller von Grub den Ersatzteildienst unter der Firma Gekeler & Weller Fahrzeugteile GmbH mit Sitz in Ludwigsburg.
Das Industriegelände in Kornwestheim verkaufte Grub am 10. März 1983 an die Stadt Kornwestheim zu einem Kaufpreis von 14 Mio. DM. Im November 1988 schloss Grub das Konkursverfahren mit einer Zahlungsquote von 71 % ab. Die gesicherten Bankverbindlichkeiten von 20,1 Mio. DM, die Eigentumsvorbehaltsansprüche der Lieferanten mit 1,15 Mio. DM und die bevorrechtigten Ansprüche der Arbeitnehmer mit 6,2 Mio. DM waren bereits zuvor in vollem Umfang ausbezahlt worden.
Die letzte Neuentwicklung, ein Leichtkraftrad mit 80-cm³ Hubraum, liegendem Zylinder und Target Design, kam nicht mehr auf den Markt, nachdem die Produktion eingestellt worden war.

### Fortbestand der Marke
Die Marke Kreidler existiert in Form der Kreidler-Zweiradgesellschaft weiter. Zunächst wurden Garelli-Mofas – mit Tanks des Kreidler-Mofas Flory – unter dem Namen Kreidler verkauft. 1986 begann die Herstellung von Kreidler-Fahrrädern und 1996 wurde die Produktion von motorisierten Zweirädern wieder aufgenommen. Der Anteil der Eigenentwicklung an diesen Fahrzeugen ist gering; sie beschränkt sich auf die Zusammenstellung bewährter Komponenten asiatischer Hersteller. Kreidler wurde in den 1990er-Jahren vom Fahrradhersteller Prophete übernommen.
Seit 1987 vertreibt der Niederländer John Bos Kreidler-Ersatzteile sowie restaurierte Floretts. Er erwarb die notwendigen Produktionsmaschinen nach dem Konkurs. Die Produktion begann zuerst in Eindewege, Zeeland, dieser Standort erwies sich jedoch schnell als zu klein. Seit 2003 liefert Bos Ersatzteile aus Barrô (Agueda), Portugal, wo er ein beeindruckendes Fabrikgebäude baute. Der Markenname KREIDLER sowie das Firmenlogo prangen in großen roten Buchstaben an der Fassade.

## Modelle

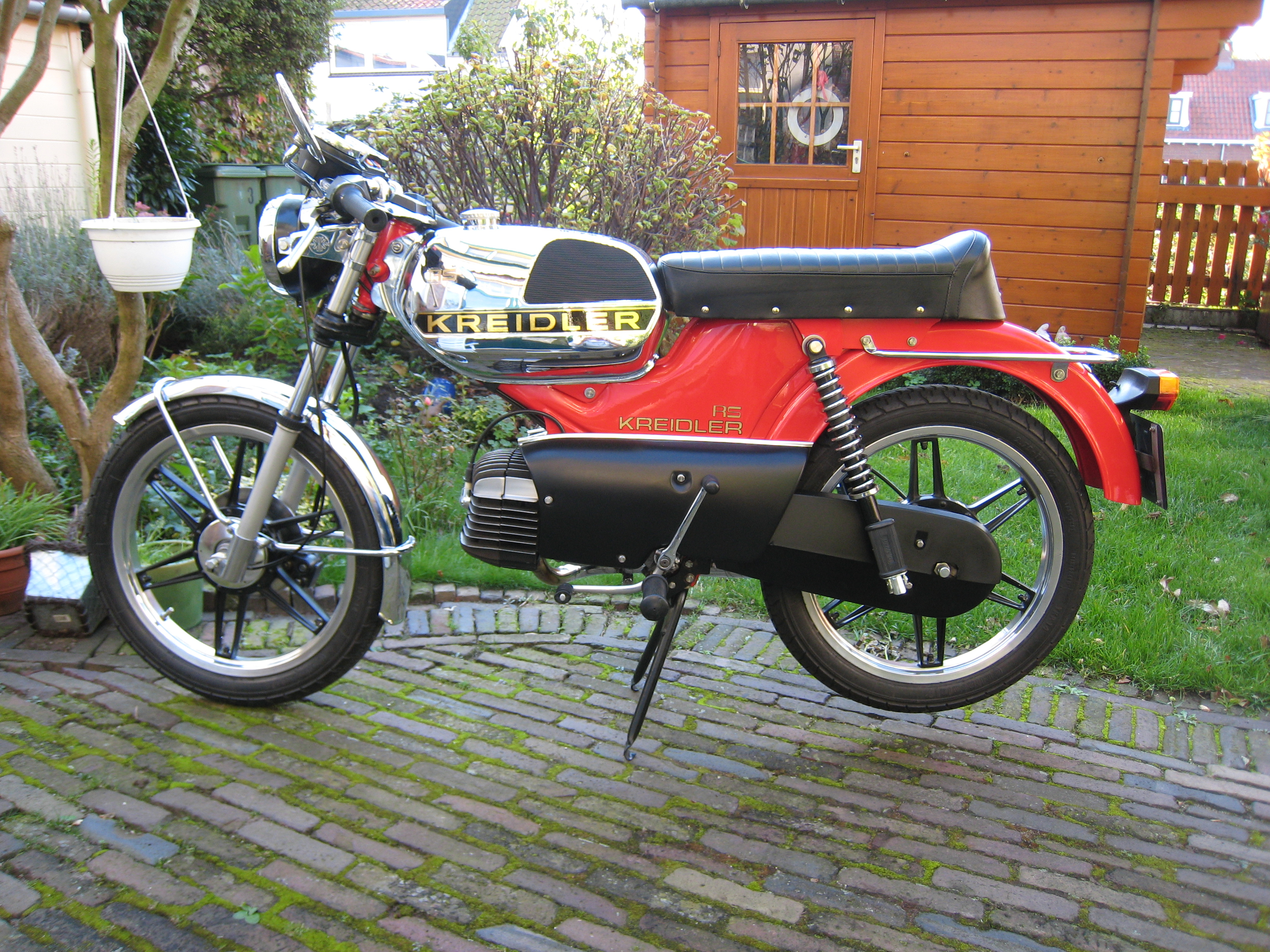
Kreidler Florett RS

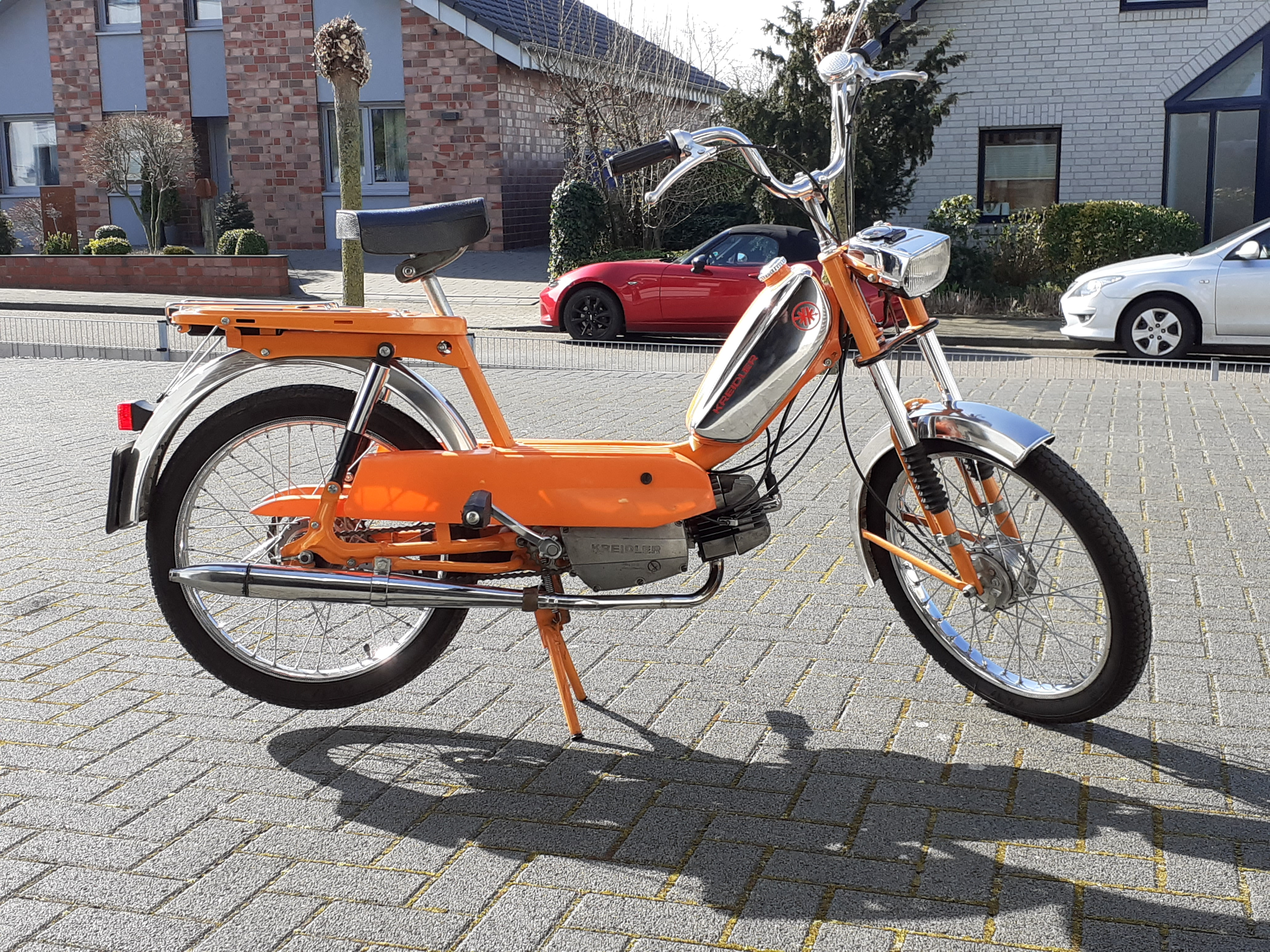
Kreidler Mofa MF 2 CL, 1973

Kreidler stellte bis in die 1980er-Jahre Mopeds, Mofas, Mokicks, Klein- und Leichtkrafträder von 50 bis 80 cm³ Hubraum her.
Mit der ab 1951 produzierten K 50 hatte Kreidler zusammen mit Rex als erster Hersteller aus dem Fahrrad mit Hilfsmotor ein werksseitig darauf ausgerichtetes Fahrzeug der 50er Klasse geschaffen, dem jedoch erst später die Bezeichnung Moped zugeordnet wurde. Die K 50 hatte vorn eine Teleskopfedergabel, das Hinterrad war ungefedert. Eine Besonderheit stellte die Zusammenfassung von Kupplung und Getriebe zu einer Einheit dar, sodass beim Gangwechsel die Kupplung nicht gezogen werden musste. Anfangs konnte die Kraftübertragung gar nicht getrennt werden, ab 1953 kam eine zusätzliche Kupplung inklusive Kupplungshebel hinzu. Die Kreidler besaß somit zwei Hebel am linken Lenkerende, was als Kuriosum anzusehen ist. Es folgte das Modell K 51 (1954–1956); die K 50 wurde noch bis 1955 gebaut. Diese Mopeds hatten 50 cm³ Hubraum, eine Leistung von 2–2,2 PS, 2 Gänge und eine Höchstgeschwindigkeit von 50–55 km/h. Auch der Kreidler-Roller R 50 (1954–57) und verschiedene Modelle wie Amazone waren marktübliche Zweigang-Motorräder, die zu dieser Zeit von verschiedenen Herstellern angeboten wurden.

### Florett 50 cm³
1957 erschien das erste Kleinkraftrad-Modell der Florett (K 54), angetrieben von einem liegend eingebauten Einzylinder-Zweitaktmotor mit hartverchromtem Leichtmetallzylinder und mit Gebläsekühlung, davon gab es auch eine Moped-Variante. 1960 wurde die Leistung des Kleinkraftrads auf 3,6 PS erhöht. Davon ausgehend, wurden ab 1962 Modellvarianten herausgebracht, sodass drei verschiedene Florett-Modelle im Angebot waren: Die Florett mit nunmehr 4,2 PS und 4-Gang-Fußschaltung, die Florett Super mit etwas mehr Chrom und Zubehör, sowie die Mokick-Variante mit auf 2,0 PS gedrosseltem Motor und 3-Gang-Handschaltung. Die Moped-Ausführung war bereits 1962 entfallen. Technisch und äußerlich unterschieden sich die damaligen Modelle kaum, die Vorderradführung mittels Langarmschwinge erfolgte beim Mokick mit reibungsgedämpften-, bei den Kleinkrafträdern mit hydraulisch gedämpften Federbeinen. Zudem besaßen die Kleinkrafträder eine leistungsfähigere Zündlichtanlage. Bis 1967 wurden alle Modelle stets mit Gebläsekühlung ausgeliefert.
Die Leistungssteigerung setzte sich bei den offenen Kleinkrafträdern ungehemmt fort: 1966 gab es die Florett Super TS mit 5,2 PS, 1967 folgten GT- und RS-Modelle mit 5,3 PS und ab 1972 mit 6,25 PS bis zur letzten Ausbaustufe kurz vor der Produktionseinstellung mit 6,8 PS (1980) bei der Kreidler Florett RS. 1967 wurde die Vorderradführung von Langarmschwinge auf Telegabel umgestellt.

Die Typenbezeichnung Florett (ebenso Amazone) wurde von dem damaligen Leiter der Kreidler-Presseabteilung, dem später durch das Fernsehen als Olympia-Wintersportreporter bekannt gewordenen Bruno Moravetz, entwickelt.

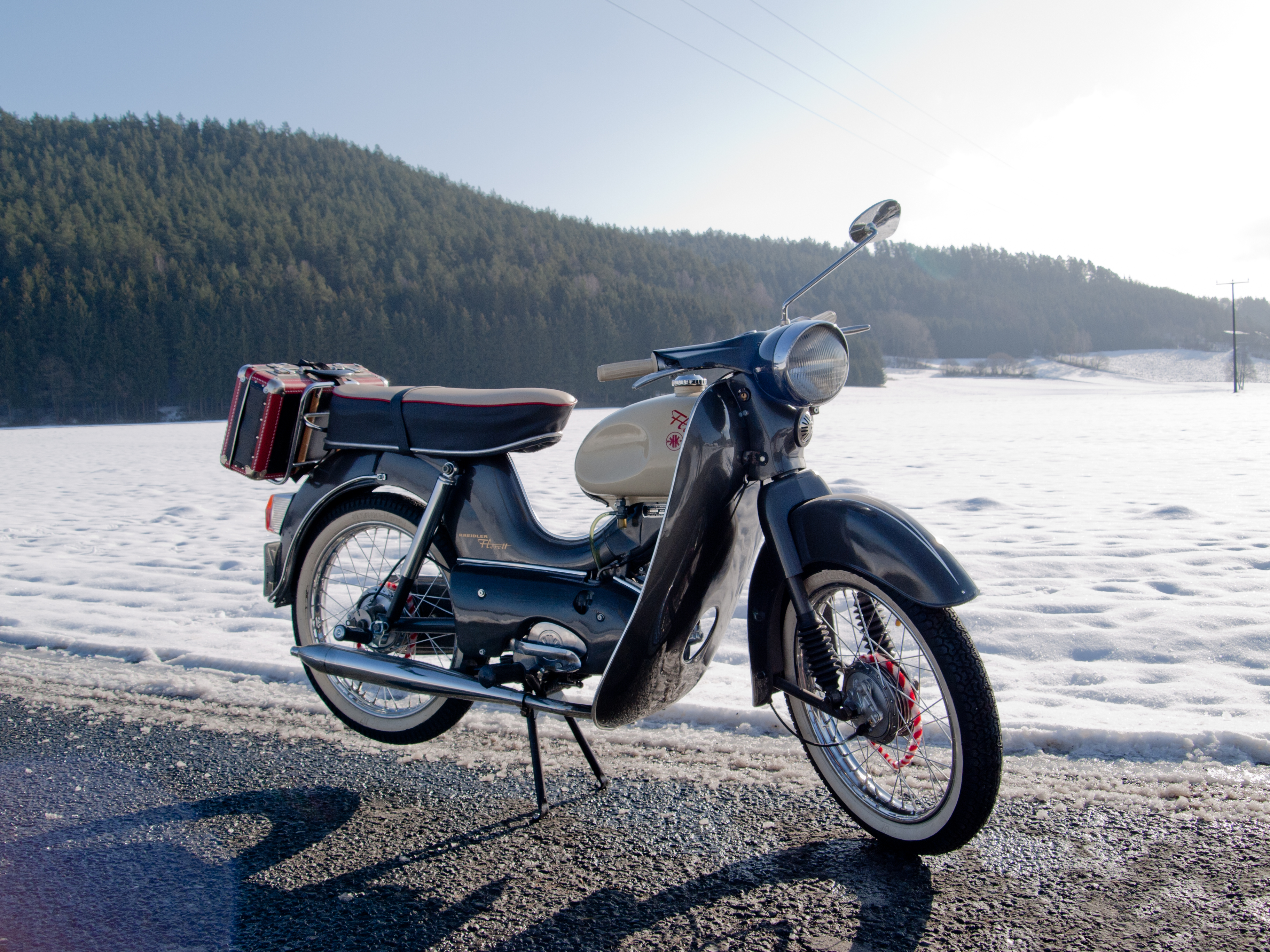
Kreidler Florett Mokick (1966), Dreigang-Fußschaltung, 40 km/h, 2,6 PS

Die Florett wies unter den mehreren Marktalternativen eine Besonderheit auf: ein Klauenschaltgetriebe. Bei den Konkurrenten wie Hercules, Rixe, Maico und Zündapp waren es Ziehkeilgetriebe mit filigranerer innerer Schaltbetätigung. Nur die Kleinkrafträder und Mokicks der Konkurrenz Puch (Österreich) sowie die späten Mokicks und Leichtkrafträder von Zündapp hatten wie die Kreidler Florett ebenfalls Klauenschaltgetriebe.
Florett-Mokicks waren unter Tunern sehr beliebt, da für diese Maschinen zur Leistungssteigerung eine Reihe sogenannter Frisiersätze – vor allem in den Niederlanden – erhältlich waren, deren Einsatz illegal war. Die Leistung der gedrosselten Motoren wurde beträchtlich angehoben: Manche Kreidleristen fuhren ein Gebläse-Mokick mit dem kleinen Versicherungskennzeichen und dem Motor der letzten Version des gebläsegekühlten Kleinkraftrades mit 5,8 PS (Florett TM – Tourenmodell). Es war optisch nicht erkennbar, wenn er verbotenerweise unter den Blechen der Gebläsekühlung steckte, erlaubte jedoch, statt 40–45 km/h über 90 km/h zu fahren. Unterscheidungsmerkmal waren auch die Vorderradbremsen: die schnellen Kleinkrafträder hatten einen Bremstrommeldurchmesser von 150 mm (1969 bis 1973) bzw. 160 mm (ab 1973), während die Mokick-Versionen nur 116 bzw. 120 mm hatten. Diese Tuningmaßnahmen waren beliebt wegen der hohen Haftpflichtversicherungsprämien von ca. 450 DM/Jahr (im Jahre 1974, was unter Berücksichtigung der Inflation einer heutigen Kaufkraft von etwa 763 Euro entspricht) bis zu ca. 780 DM/Jahr (1982, entspricht heute 917 Euro), die ansonsten für ein ungedrosseltes Kleinkraftrad zu zahlen waren. Die hohen Prämien waren Resultat der hohen Unfallzahlen, oft mit schwerem Personenschaden an jungen Menschen. Der gefährlichen Übermotorisierung der offenen Kleinkrafträder wurde schließlich 1980 durch eine Reform des Führerscheinrechts begegnet.
In die Niederlande wurden technisch veränderte Mokicks (Bromfiets) verkauft: Die niederländischen Versionen der Kreidler Florett hatten aus gesetzlichem Grund die in Deutschland unbeliebten Tretkurbeln, waren aber trotzdem teilweise mit Fußschaltung und Fußbremse versehen.
Kreidler Florett – Moped/Mokick bis 40 km/h

(1958–1962) Moped
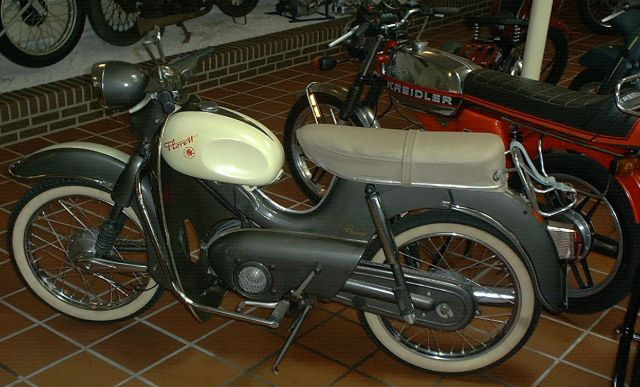
(1962–1967) Mokick mit Schwinge
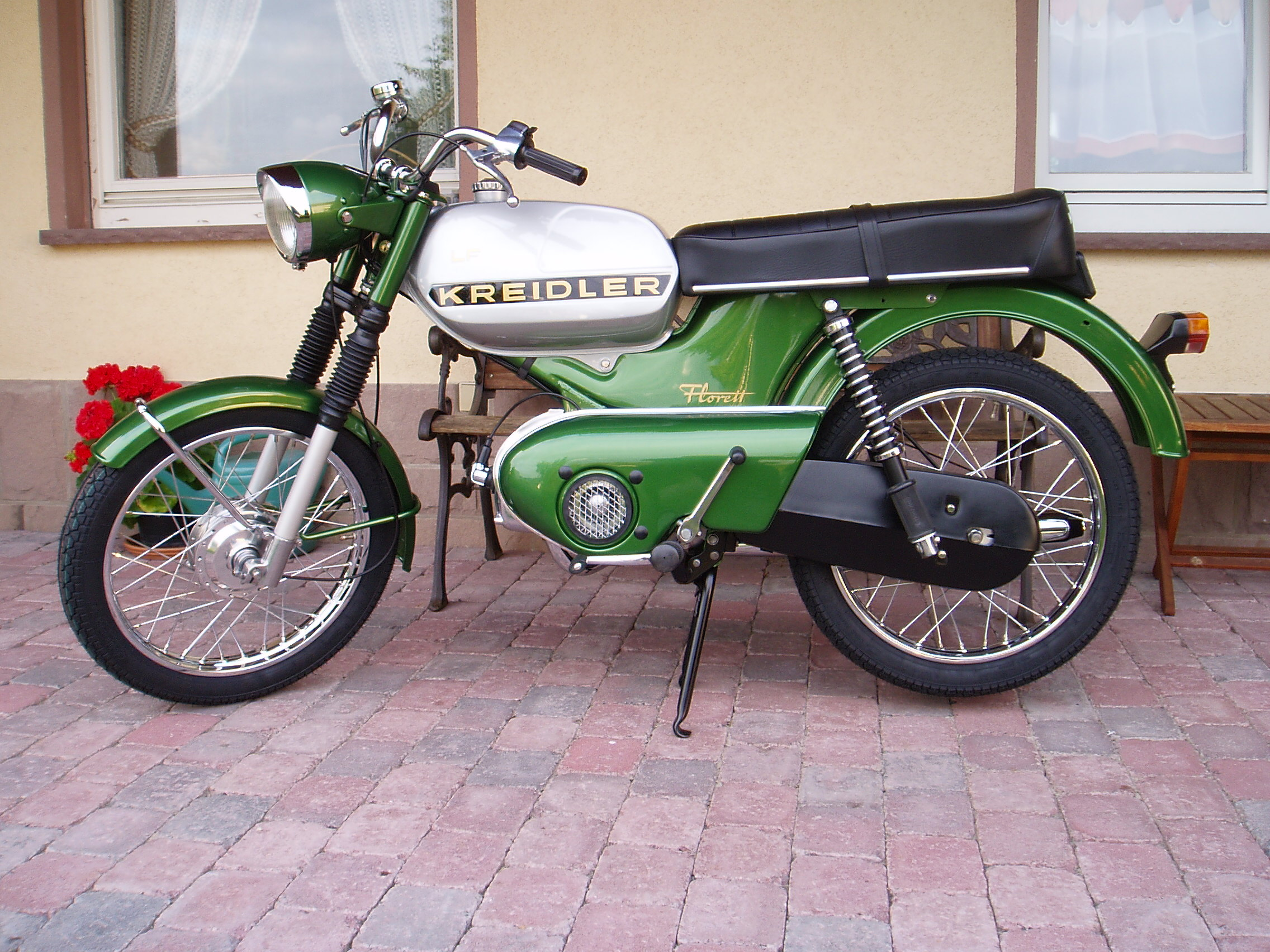
(1968–1976) Mokick LF mit Gebläsekühlung
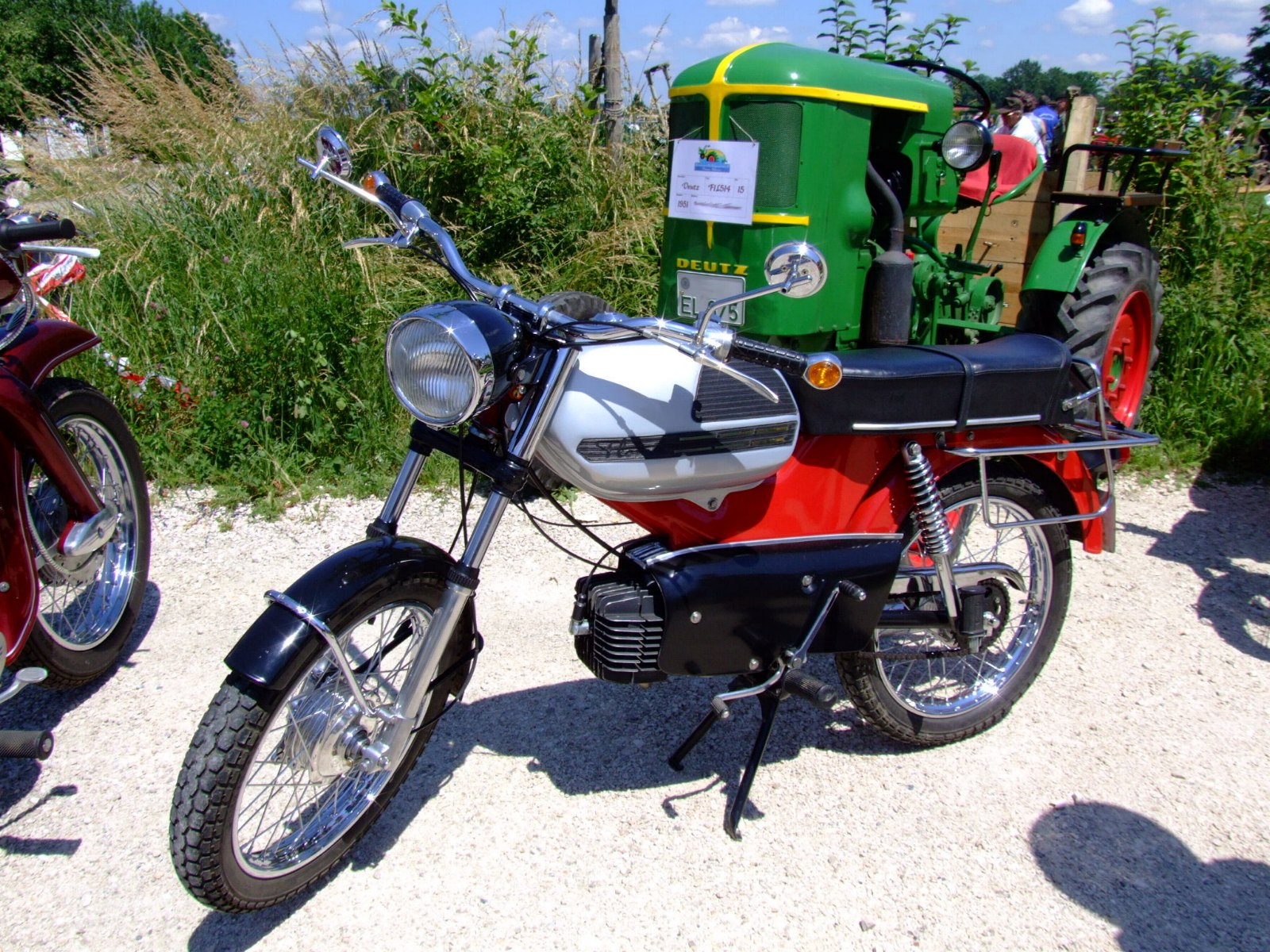
(1974–1979) Mokick
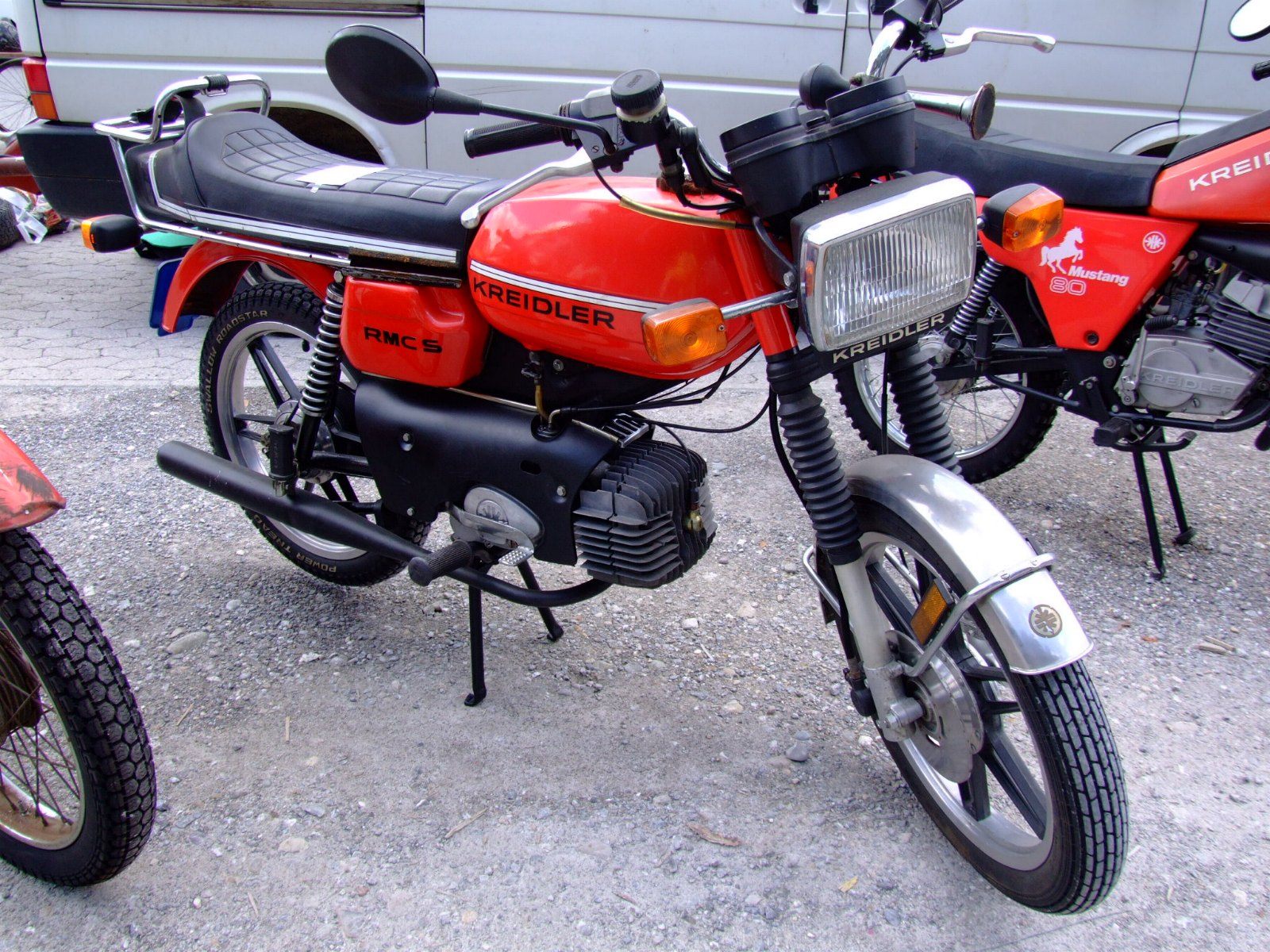
(1979–1982) Mokick mit Rechteckscheinwerfer

Kreidler Florett GT–TM–RS – Kleinkraftrad über 40 km/h

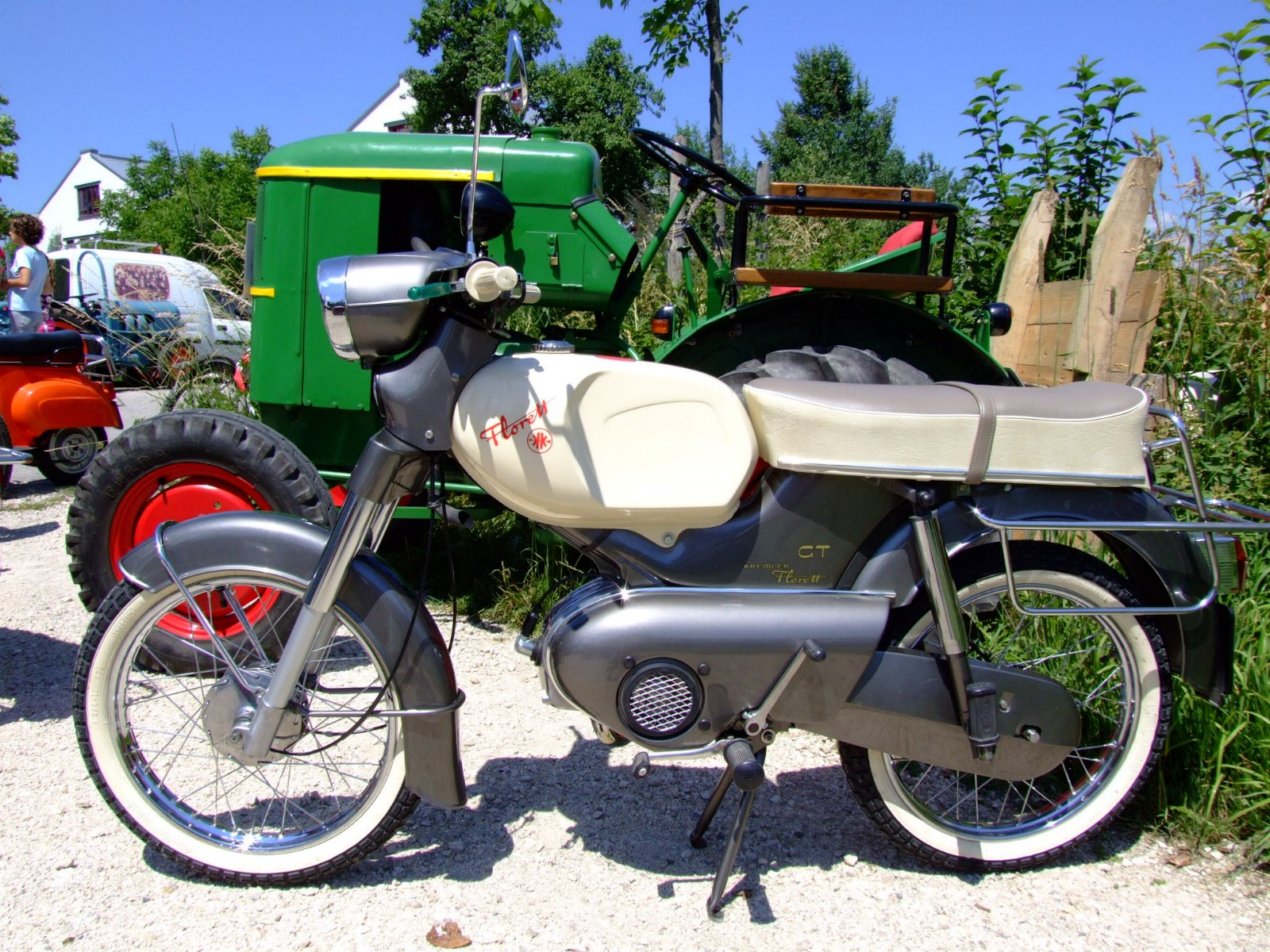
GT (1967) mit Gebläsekühlung
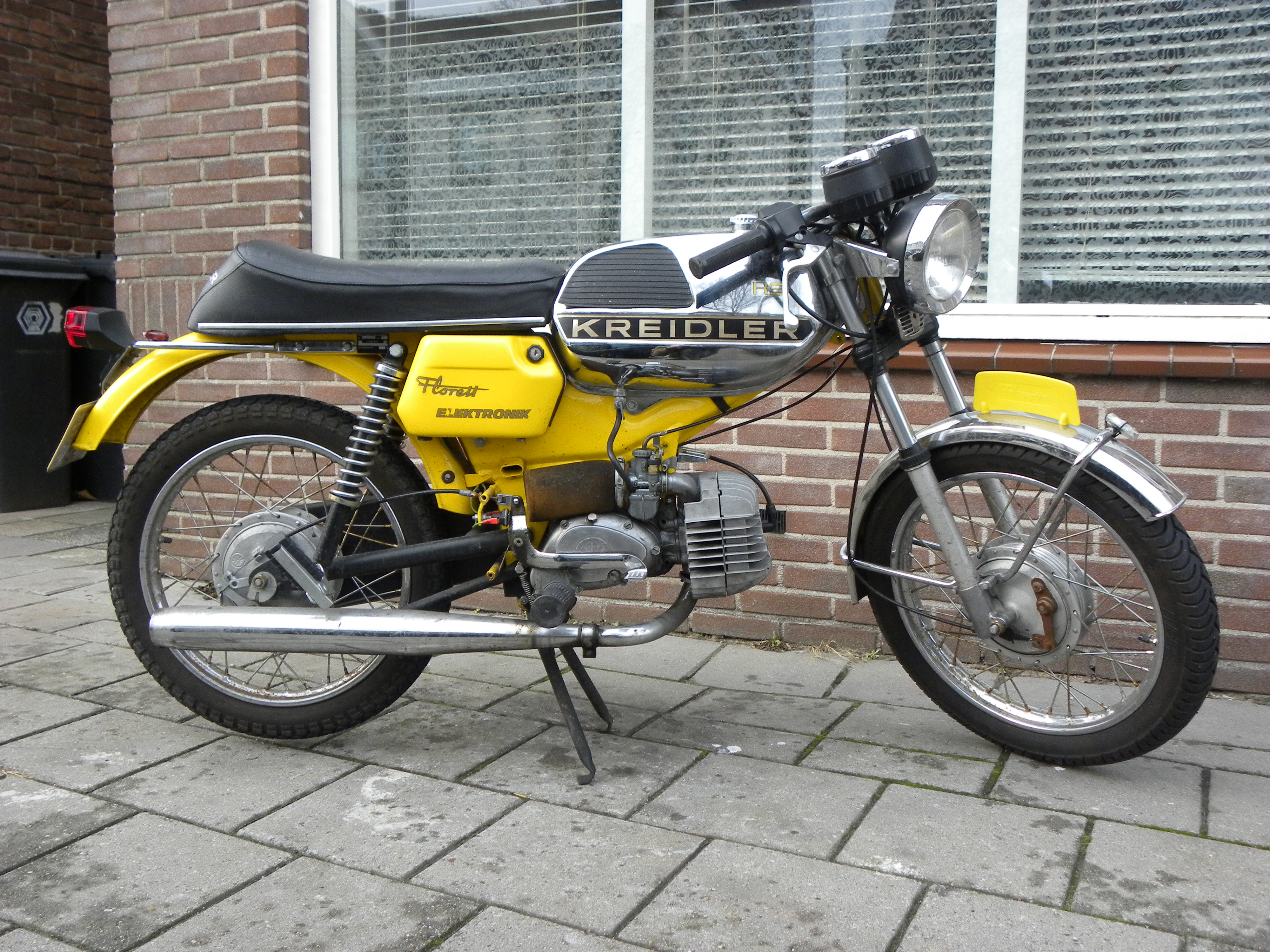
RS (1973–76)
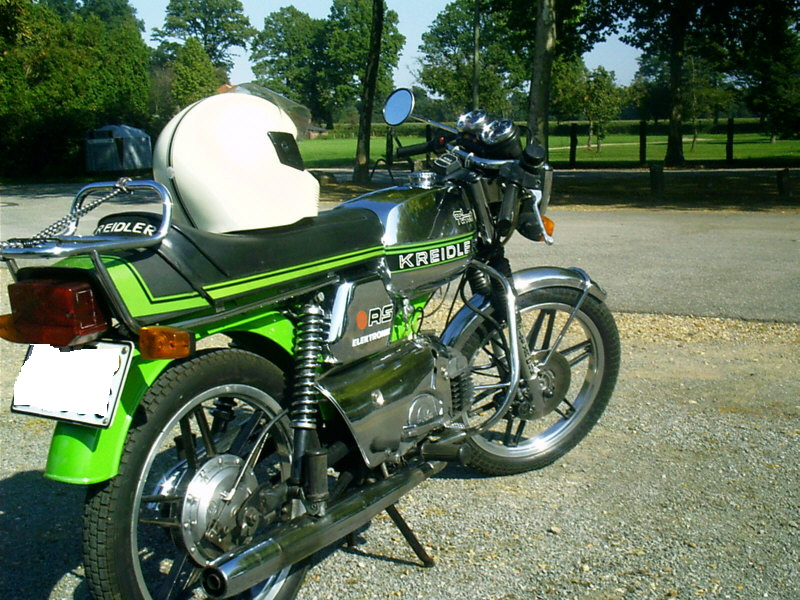
RS (1977–81) mit Scheibenbremse

Tabelle Kreidler-Florett (1967–82)
|           | Florett RS          | Florett TM          | Florett RM          | Florett RMC/S       | Florett LF          | Florett LH           |
| --------- | ------------------- | ------------------- | ------------------- | ------------------- | ------------------- | -------------------- |
| Klasse    | Kleinkraftrad       | Kleinkraftrad       | Mokick              | Mokick              | Mokick              | Mokick               |
| Baujahr   | 1967–1981           | 1967–1974           | 1972–1976           | 1974–1982           | 1968–1976           | 1968–1976            |
| Leistung  | 5,3–6,8 PS          | 5,3 PS              | 2,9 PS              | 2,9 PS              | 2,9 PS              | 2,9 PS               |
| Kühlung   | Fahrtwind           | Gebläse             | Fahrtwind           | Fahrtwind           | Gebläse             | Gebläse              |
| Schaltung | 5-Gang-Fußschaltung | 5-Gang-Fußschaltung | 4-Gang-Fußschaltung | 4-Gang-Fußschaltung | 3-Gang-Fußschaltung | 3-Gang-Handschaltung |
| vmax      | 85 km/h             | 80 km/h             | 40 km/h             | 40 km/h             | 40 km/h             | 40 km/h              |

### Mustang (50 cm³ und 80 cm³)

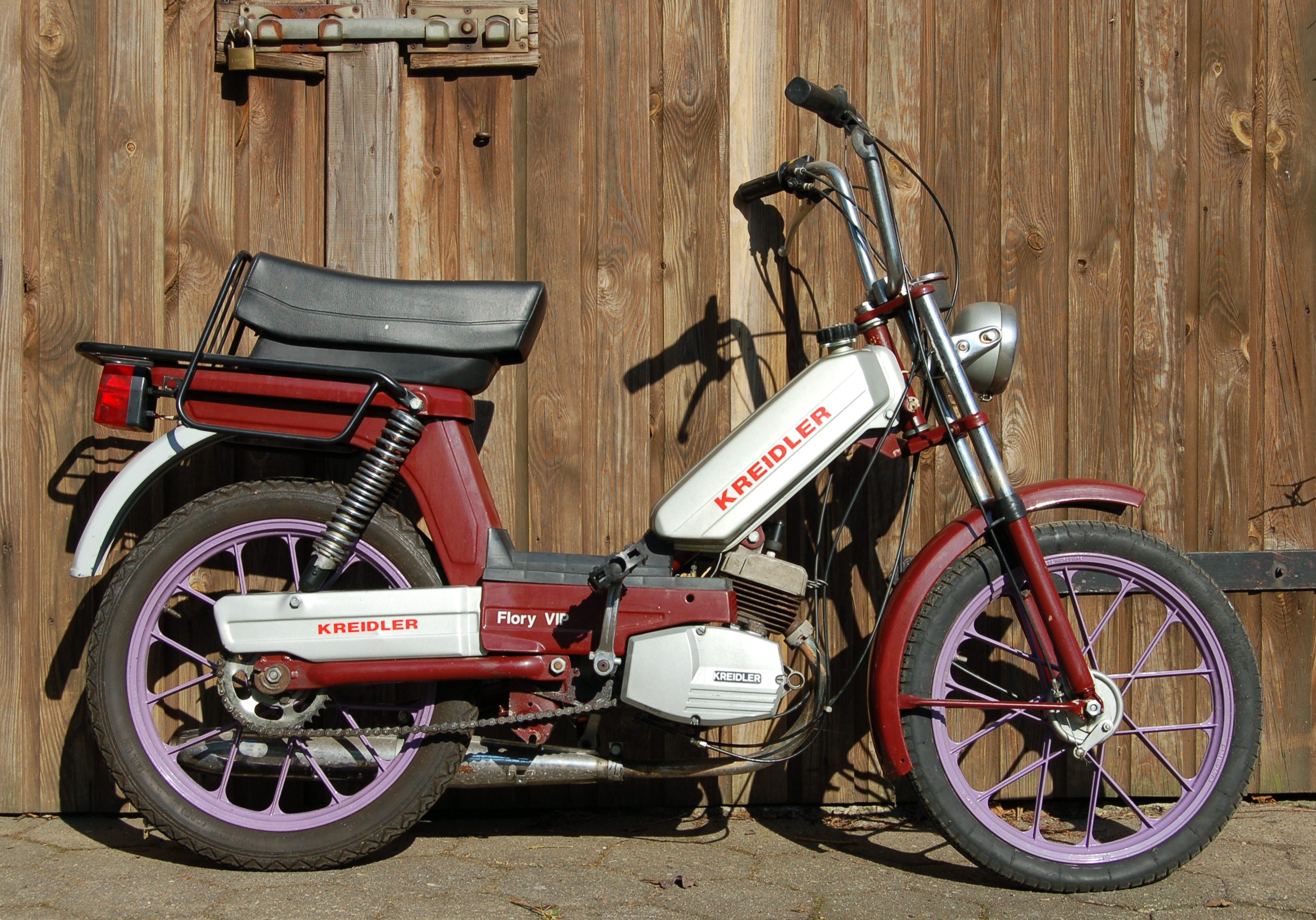
Kreidler-Garelli Flory

1974 bis 1976 brachte Kreidler auf Basis der Florett eine Mustang CROSS genannte Enduroversion mit längeren Federwegen, Hochlenker und 19-Zoll-Vorderrad auf den Markt. Verändert war außerdem das Übersetzungsverhältnis und der Auspuff, dieses Modell war fast 400 DM billiger.
1980 erschienen Florett-Varianten mit 80 cm³ Hubraum für die neue Führerscheinklasse 1b. Der Zylinder von Mustang- und Florett-Motoren dieser Baureihen war stehend angeordnet. Das Modell 80L, die ausstattungsreduzierte Einsteigerversion 80E und die als Enduro auftretende Mustang 80 wurden anfangs trotz nicht mehr zeitgemäßer Technik wie lichtschwacher 6V-Elektrik und Mischungsschmierung deutlich teurer als die japanischen Alternativen angeboten. Für ca. 4000 DM bekam man ein Leichtkraftrad, das zwar gut verarbeitet war, aber noch verschiedene Detailmängel aufwies. Auch wegen der gänzlichen Abkehr von den typischen Florett-Merkmalen konnten sich diese Modelle nicht mehr auf dem Markt etablieren. Nach dem Konkurs von Kreidler wurden Restbestände der Fahrzeuge zu Preisen knapp über 2000 DM abverkauft und erzielten dadurch noch eine gewisse Verbreitung.

### Kreidler Flory
Kreidler stellte 1969 das erste Mofa, die MF 4 vor. Am bekanntesten war die Kreidler Flory, sie gab es in verschiedenen Ausführungen: Ab 1976 die Flory MF 12, sowie die MF 13, zuvor wurde die Bezeichnungy »Flory« nicht verwendet.
Sie unterschieden sich von der ab 1977 gebauten MF 23 hauptsächlich durch einen runden Tachometer statt eines Cockpits mit Drehzahlmesser sowie durch Speichen- statt Verbundräder. Neben dem Topmodell MF 23, das über drei Gänge verfügte, baute Kreidler ab 1979 noch die Flory MF 22 mit einer Zweigangschaltung, sowie die Flory 2 mit dem Kreidler-typischen Zweigang-Automatikgetriebe, wie es bereits in der MF 2 und MF 4 zum Einsatz kam. Nachdem Kreidler 1982 in Konkurs gegangen war, fertigte Garelli bis 1985 die Mofas Flory und Flirt unter dem Namen Kreidler. Garelli wollte damit in Deutschland in die Fußstapfen der Flory treten; das Mofa war im Prinzip ein Garelli, das den Tank und die Seitenverkleidungen der Flory trug.

### Kreidler Flott

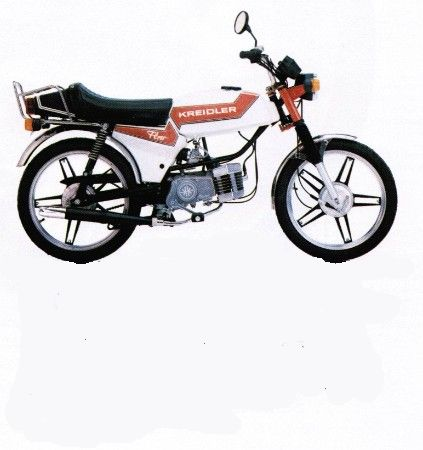
Mofa Kreidler Flott

Das sportliche 3-Gang-Mofamodell Kreidler Flott mit obenliegender Tank-Sitzbank-Linie (Modellkürzel MF 24 und MF 25) war Kreidlers Antwort unter anderem auf die direkten Konkurrenzmodelle Zündapp ZD 50 TS und Hercules G3, die diese Bauweise (Mofa in Mokickoptik) bereits vorweggenommen hatten.
In der relativ kurzen Zeit zwischen dem Verkaufsstart dieses Modells 1980 und Kreidlers Konkurs 1982 wurden allerdings nur sehr wenige Exemplare verkauft, sodass dieses Modell heute weitgehend unbekannt ist.

## Rekorde und Erfolge im Rennsport
1965 stellte Kreidler bei einer Rekordfahrt in dem Great Salt Lake Desert im US-Bundesstaat Utah zum ersten Mal den Geschwindigkeitsrekord für 50-cm³-Motorräder von über 200 km/h auf. Rudolf Kunz wurde mit einem anerkannten Mittelwert von 210,634 km/h gemessen. Im Jahr 1977 wurde dieser von dem Niederländer Henk van Kessel auf 221,586 km/h hochgeschraubt.
Europameistertitel auf Kreidler in der 50-cm³-Klasse
- 1961 –  Hans Georg Anscheidt

Weltmeistertitel auf Kreidler in der 50-cm³-Klasse
- 1971 –  Jan de Vries
- 1973 –  Jan de Vries
- 1974 –  Henk van Kessel
- 1975 –  Ángel Nieto
- 1979 –  Eugenio Lazzarini
- 1980 –  Eugenio Lazzarini
- 1982 –  Stefan Dörflinger

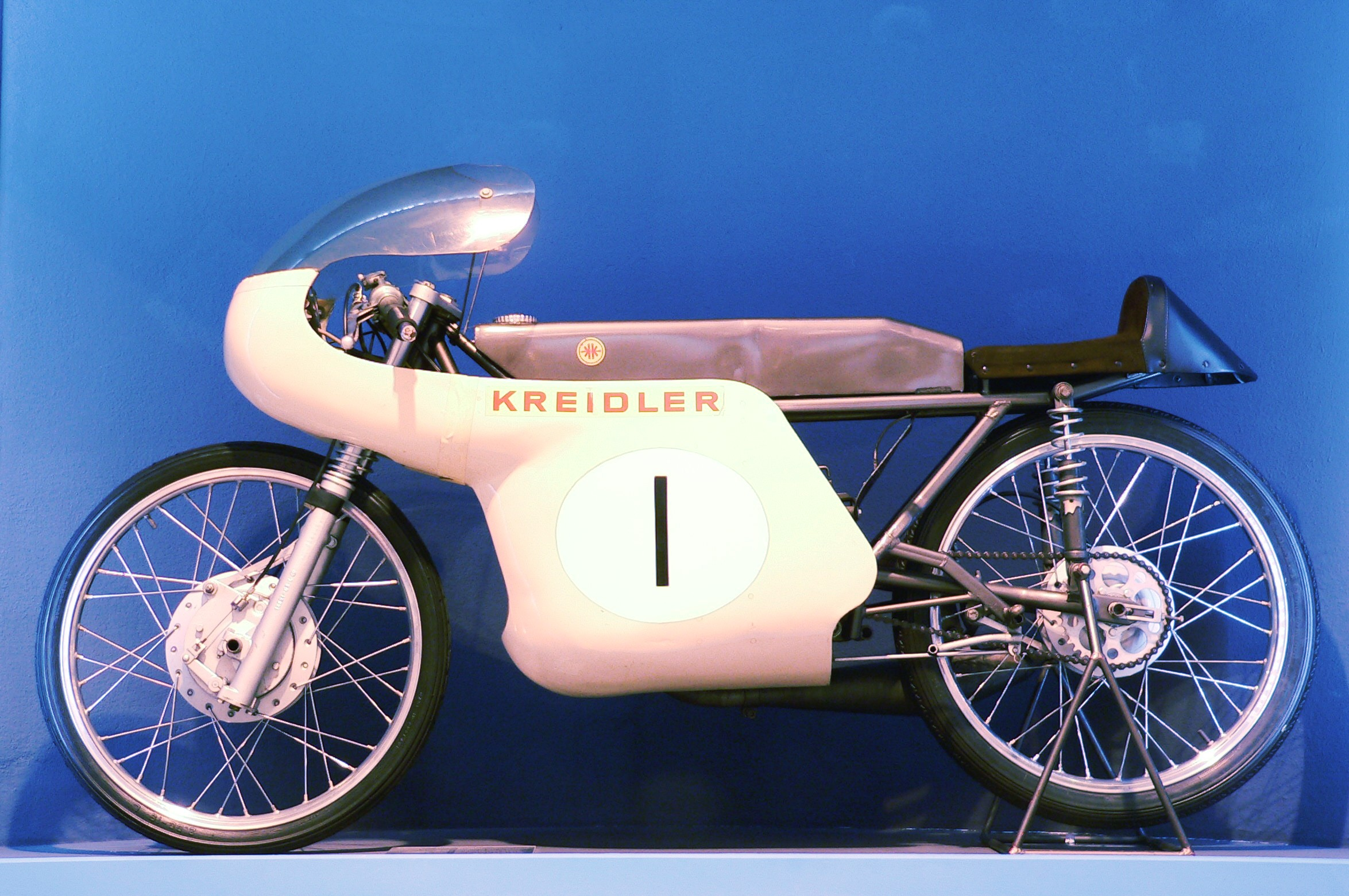
Kreidler Renn-Florett von 1963 im Zweirad-Museum Neckarsulm
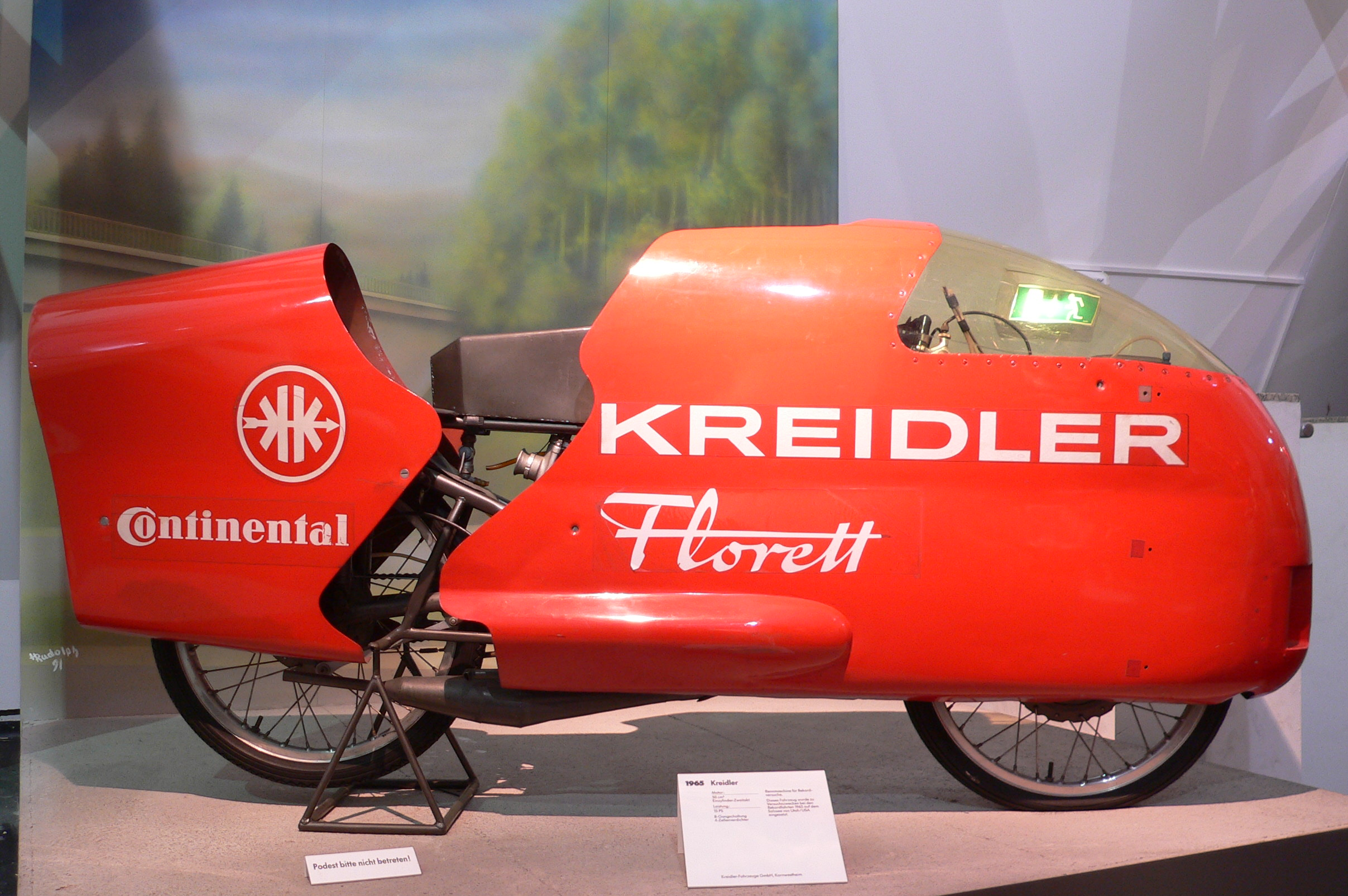
Kreidler Florett für Rekordversuche von 1965 im Zweirad-Museum Neckarsulm
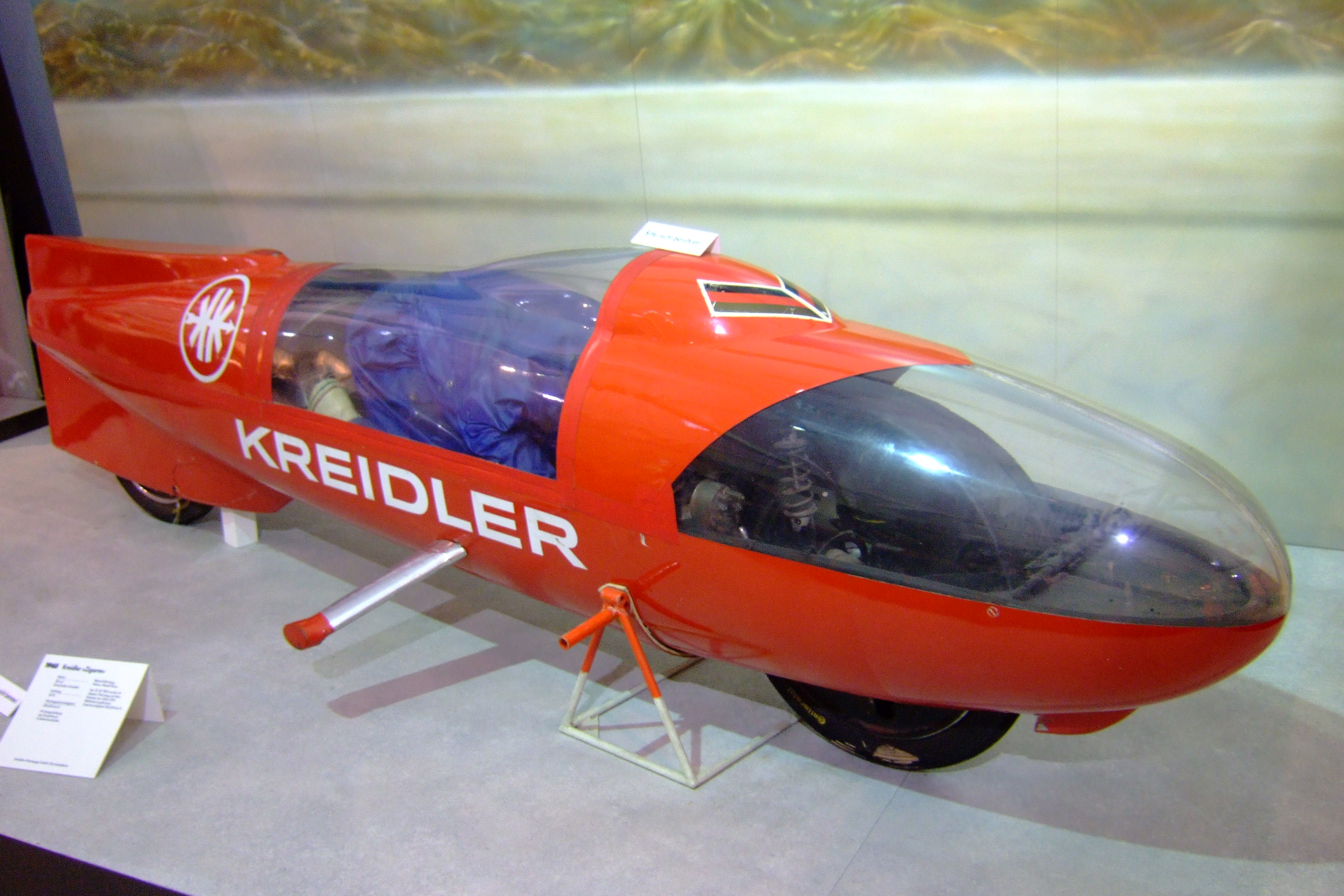
Kreidler Zigarre von 1965 (Rekord: 210,634 km/h am 23. Oktober 1965 Utah/USA) im Zweirad-Museum
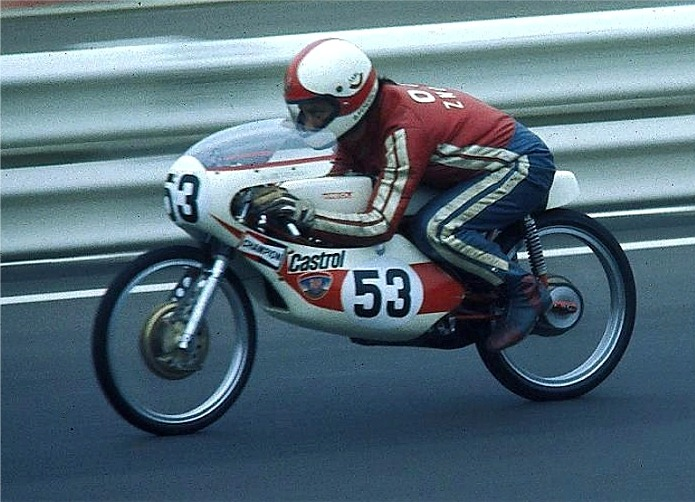
FB-Kreidler 1976 auf dem Nürburgring
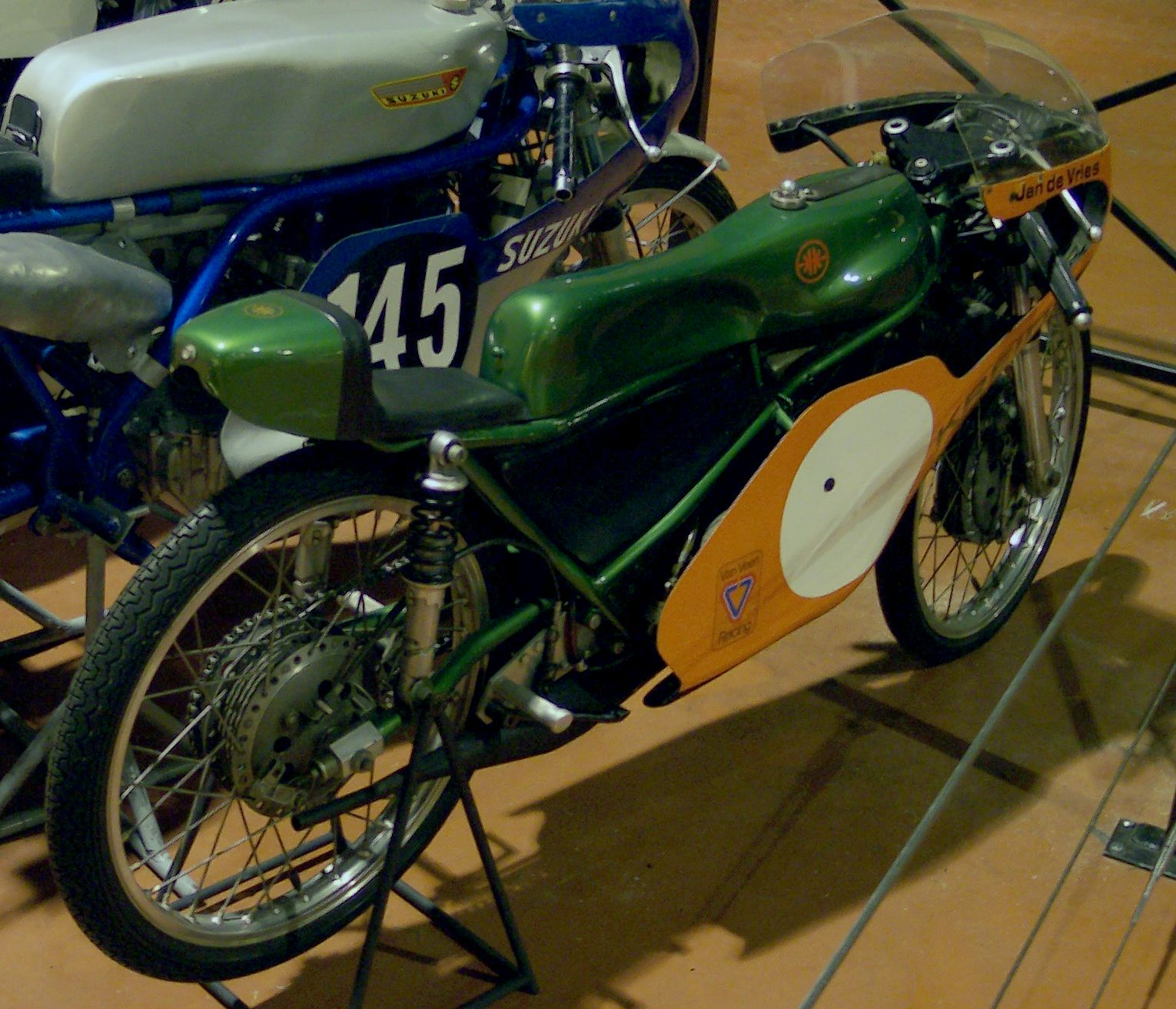
Kreidler 50-cm³-Grand-Prix-Rennmaschine von Jan de Vries
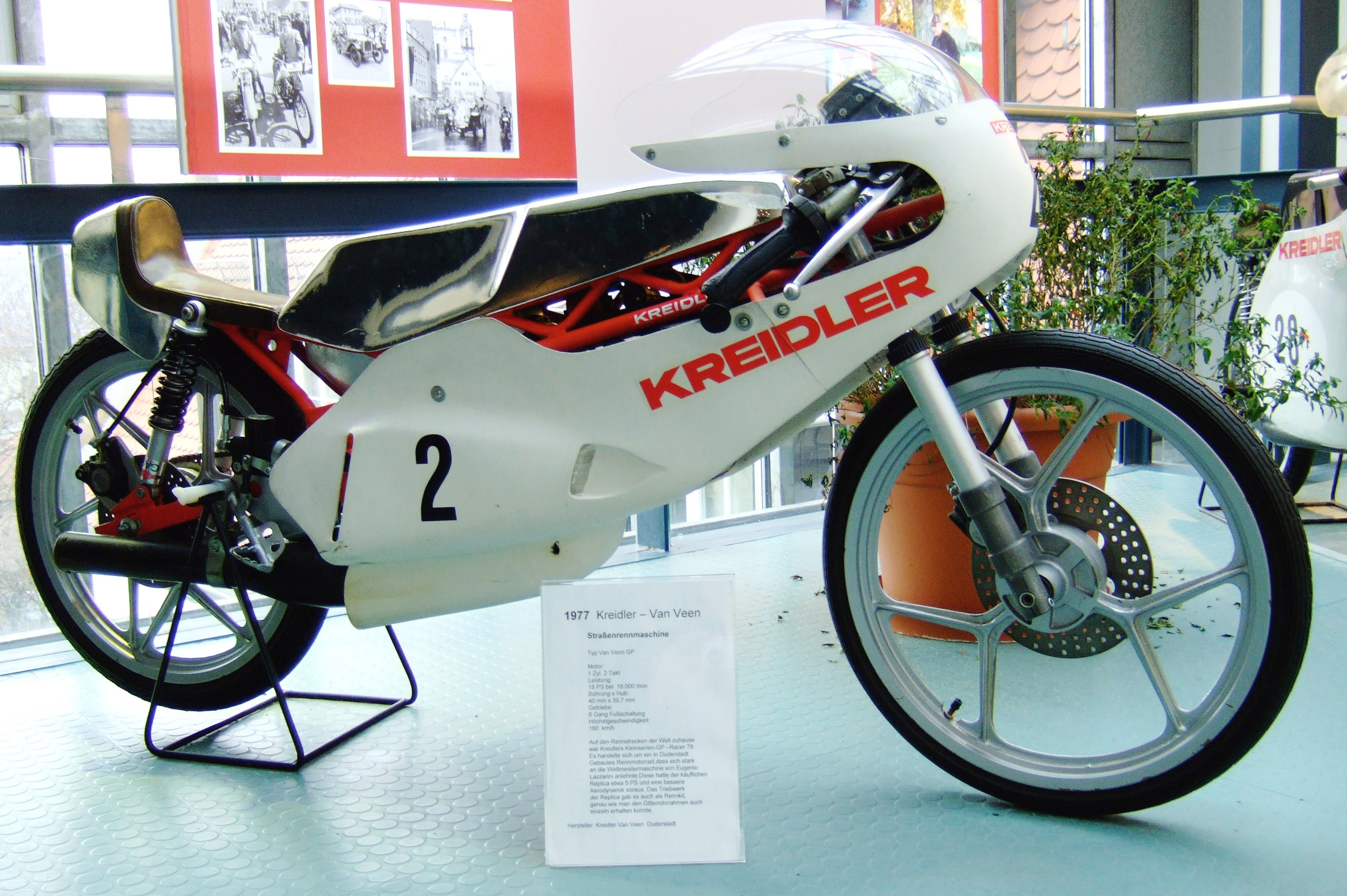
Kreidler Van Veen Straßen-Rennmaschine von 1977 im Zweirad-Museum